# 折茂武彦
折茂 武彦（おりも たけひこ、1970年〈昭和45年〉5月14日 - ）は、日本の元プロバスケットボール選手。埼玉県上尾市出身。ポジションはシューティングガード。B.LEAGUE・レバンガ北海道代表。

## 来歴

### 学生〜トヨタ自動車
現在のさいたま市で生まれ、蕨市を経て小学4年から上尾市に移り、兄の影響を受け中学でバスケを始める。上尾市立上平小学校、上尾市立上平中学校、埼玉栄高校から日本大学に進み、4年次にはインカレ優勝に貢献した。卒業後の1993年、トヨタ自動車に入社。同年全日本入りを果たし、広島アジア大会や1998年・世界選手権など、国際大会を数多く経験した。トヨタでも中心選手としてタイトルにも貢献する。正確な3Pは日本一と称される
2006年世界選手権では4年ぶりに全日本のメンバー入りを果たし、最年長としてチームを支えた。

### レラカムイ北海道
2007年、14年間在籍したトヨタから新たに設立されたレラカムイ北海道に移籍。チームを率いる東野智弥はトヨタ時代のアシスタントコーチでありながら同学年である。レラカムイ北海道ではSGとして、いまだその正確な3Pは健在であり、桜井、ニュートン、ウィリアムズとともにBIG4を形成。チームに大きく貢献している。
レラカムイ移籍後のホーム開幕戦で勝利をおさめ、北海道の熱狂、歓迎ぶりに「バスケを長年やってきて、ホームでの勝利がこんなにいいものだと初めて知った」と語った。また、レラカムイに骨を埋める意志も見せており、初代「ミスターレラカムイ」とも呼ばれている。
長年、職業欄に「プロ」と書くのが夢だったとレラカムイ移籍後に明かしている。
シュートリリースの際、中指ののばし気味の爪に引っ掛けリリースする。
2007年シーズン終了後のファン感謝イベントの紅白戦でプレーした際、「爪切っちゃったからシュートが入らない」とコメントしたことがある。
3Pに注目がいきがちだが、そのディフェンス力や稀に見せる非凡なパスセンスもなかなかのものがあり、スクリーンの使い方はJBL屈指といわれる。
2010年1月31日、対東芝戦（月寒アルファコートドーム）においてリーグ史上初の通算6000得点を達成。

### レバンガ北海道
2011年、チーム運営会社のJBLからの除名処分や東日本大震災で候補となった新規運営会社が撤退した事を受けて自らが一般社団法人を設立、同時に新チーム、レバンガ北海道を創設。理事長に就任し、国内プロ団体球技では異例の選手兼代表となった。
JBL2011-2012シーズン
2011年11月5日、2011年11月5日、対リンク栃木ブレックス戦（福島県福島市・あづま総合体育館）においてリーグ史上初の通算7000得点を達成[要出典]。
JBL2012-2013シーズン
2013年3月2日、対三菱電機ダイヤモンドドルフィンズ戦（愛知県名古屋市・愛知県体育館）においてリーグ史上初の通算8000得点を達成。
NBL2013-2014シーズン
2013-2014シーズンのNBLオールスターに選出されている。
B.LEAGUE2016-17シーズン
2016年11月28日、対千葉ジェッツ戦（北海道札幌市・北海きたえーる）において国内トップリーグ日本人選手初の通算9000得点を達成。
B.LEAGUE2017-18シーズン
2017年9月27日、Bリーグ理事就任。
2017年11月4日、対琉球ゴールデンキングス戦（沖縄県宜野湾市・宜野湾市立体育館）において3ポイントシュート国内トップリーグ通算成功数1000本を達成。
B.LEAGUE2018-19シーズン
2019年1月5日、B1リーグ第18節第2戦の対シーホース三河戦（愛知県刈谷市・ウィングアリーナ刈谷）において国内トップリーグ日本人選手初の通算10000得点を達成。
B.LEAGUE2019-20シーズン
9月27日、Bリーグ理事退任。
9月30日、今季限りでの引退を発表した。
2020年1月18日、Bリーグオールスターに出場し14得点を挙げてMVPを獲得した。引退後の9月にオールスターゲーム最年長MVP獲得（49歳249日）としてギネス世界記録に認定された。
3月15日、川崎ブレイブサンダース戦に出場。新型コロナウイルス感染拡大の影響でシーズンが打ち切られたためこれが現役最後の公式戦になった。現役生活27シーズンで通算得点は日本出身選手では最多となる10,238点を記録した。

### 引退後
2020年7月1日、Bリーグナビゲーターに就任（任期は2021年6月30日まで）。
10月3日、自身の背番号「9」が永久欠番になることが発表された。

## 人物
- 自身がバスケを始めるきっかけとなった兄の折茂輝文は東洋大学から実業団でプレーした元バスケットボール選手で、現在はレバンガ北海道職員を務める[8]。
- 息子がいる[9]。

## 経歴
- 埼玉栄高校 - 日本大学 - トヨタ自動車（1993年〜2007年） - 北海道（2007年〜2020年）

## 代表歴
- 1994年アジア大会
- 1995年男子アジア選手権
- 1997年東アジア大会
- 1997年男子アジア選手権
- 1998年男子世界選手権
- 1999年男子アジア選手権
- 2002年アジア大会
- 2006年男子世界選手権
- 2009年東アジア選手権

## 個人成績

### Bリーグ

#### レギュラーシーズン
| シーズン   | チーム | GP | GS | MPG   | FG%  | 3P%  | FT%   | RPG | APG | SPG | BPG | TO  | PPG |
| ---------- | ------ | -- | -- | ----- | ---- | ---- | ----- | --- | --- | --- | --- | --- | --- |
| B1 2016-17 | 北海道 | 60 | 12 | 19:18 | 43.7 | 44.4 | 82.4  | 1.2 | 1.2 | 0.4 | 0.1 | 1.2 | 8.9 |
| B1 2017-18 | 北海道 | 60 | 3  | 18:34 | 40.2 | 36.3 | 79.8  | 1.2 | 1.3 | 0.4 | 0.0 | 0.9 | 7.9 |
| B1 2018-19 | 北海道 | 59 | 2  | 16:24 | 37.9 | 38.6 | 86.4  | 1.0 | 0.9 | 0.3 | 0.1 | 1.1 | 6.4 |
| B1 2019-20 | 北海道 | 19 | 0  | 7:17  | 32.4 | 40.0 | 100.0 | 0.4 | 0.4 | 0.1 | 0.1 | 0.4 | 1.5 |

#### ポストシーズン
| シーズン       | チーム | GP | GS | MPG   | FG%  | 3P%  | FT% | RPG | APG | SPG | BPG | TO  | PPG |
| -------------- | ------ | -- | -- | ----- | ---- | ---- | --- | --- | --- | --- | --- | --- | --- |
| 残留PO 2018-19 | 北海道 | 3  | 0  | 15:39 | 21.4 | 11.1 | 0.0 | 1.0 | 1.3 | 0.0 | 0.0 | 0.7 | 2.3 |

## 引退試合
2022年6月18日に北海きたえーるにて引退試合が開催された。当初2020年6月に開催予定だったがコロナ禍のため2度延期された。この試合はOBによる「TEAMレジェンド」と現役Bリーガーによる「TEAMナイン」に分かれ、折茂は前半はレジェンド、後半はナインそれぞれの一員としてプレーし、42得点を決め有終の美を飾った。
この引退試合の模様はバスケットLIVEに加え、札幌テレビ放送（STV）にて北海道ローカルで生中継された。

## 出演
- どさんこワイド朝 - 月曜パーソナリティ（STV、2024年 - ）
- SPOCK&折茂武彦の“TIP OFF Radio”（FMおたる、2016年 - 2017年）
- レバンガな夜（NORTHWAVE）
- レバスタ～おりも的～（STV「ジョシスタ あいく的」内）
- Dr.折茂のレバンガホスピタル（UHB）